# Проспект Лесі Українки (Одеса)
Проспект Лесі Українки — проспект у місті Одеса, важлива міська транспортна артерія. Проспект починається в районі Малого Фонтана, перетином із Французьким бульваром, і закінчується на 3-й станції Великого Фонтану перетином із Фонтанською дорогою і вул. Середньофонтанською (в районі парку Космонавтів), переходячи в вул. Краснова.
Вулиця з'явилася ще на початку 19-го століття під назвою Вальтуховський переулок. У 1819 році французький ботанік Карлом Десметом заклав тет перший ботанічний сад, відповідно провулок дістав нову назву — Ботанічний. Згодом було закладено Новий ботанічний сад на Французькому бульварі, а старий перетворився на сучасний Парк Обласної ради. Натомість провулок перетворився на вулицю, зберігши свою назву — вулиця Ботанічна. У 1961 році, після потілу до космосу Юрія Гагаріна, вулиця отримала назву на його честь — проспект Гагаріна. 26 липня 2024 року розпорядженням Начальника Одеської ОВА проспект дістав сучасну назву, на честь видатної української поетеси Лесі Українки.

## Броварня Санценбахера

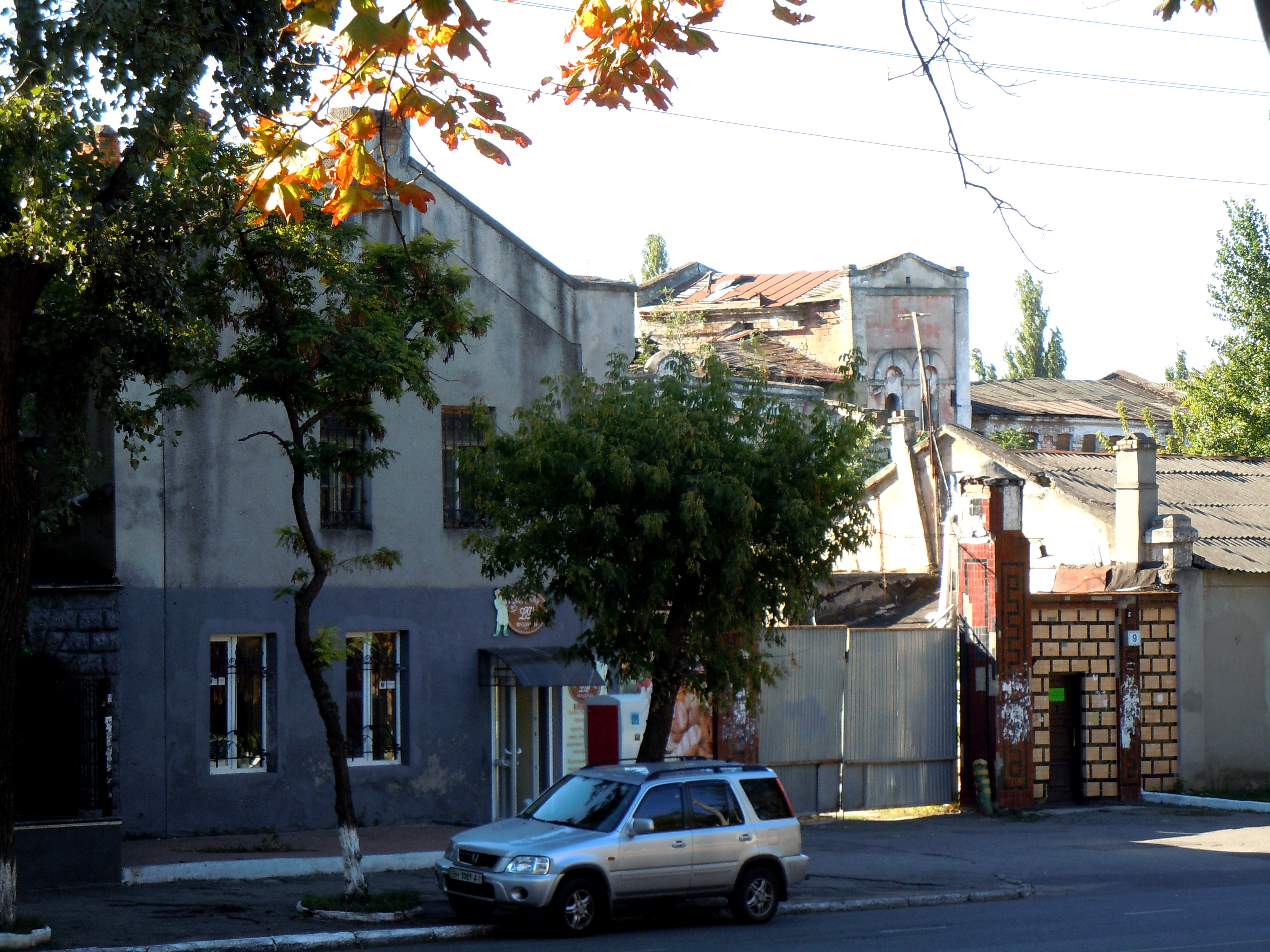
Будівля Броварні Санценбахера у 2014 році

На початку вул. Ботанічної (буд. 9) розміщувалася відома на свій час броварня Санценбахера, заснована у 1910 році. Територія підприємстав займала площу 2,4 га, діяла як пивзавод ще у радянські та пост-радянські часи. У 2007 році міська влада вирішила знести історичну будівлю і звести на її місці житлового комплексу (решення № 982 від 22 серпня 2007 року). Незадовго до цього, у травні 2007 року, в будівлі броварні відбулася пожежа. На даний час історична броварня припинила своє існування.

## Галерея

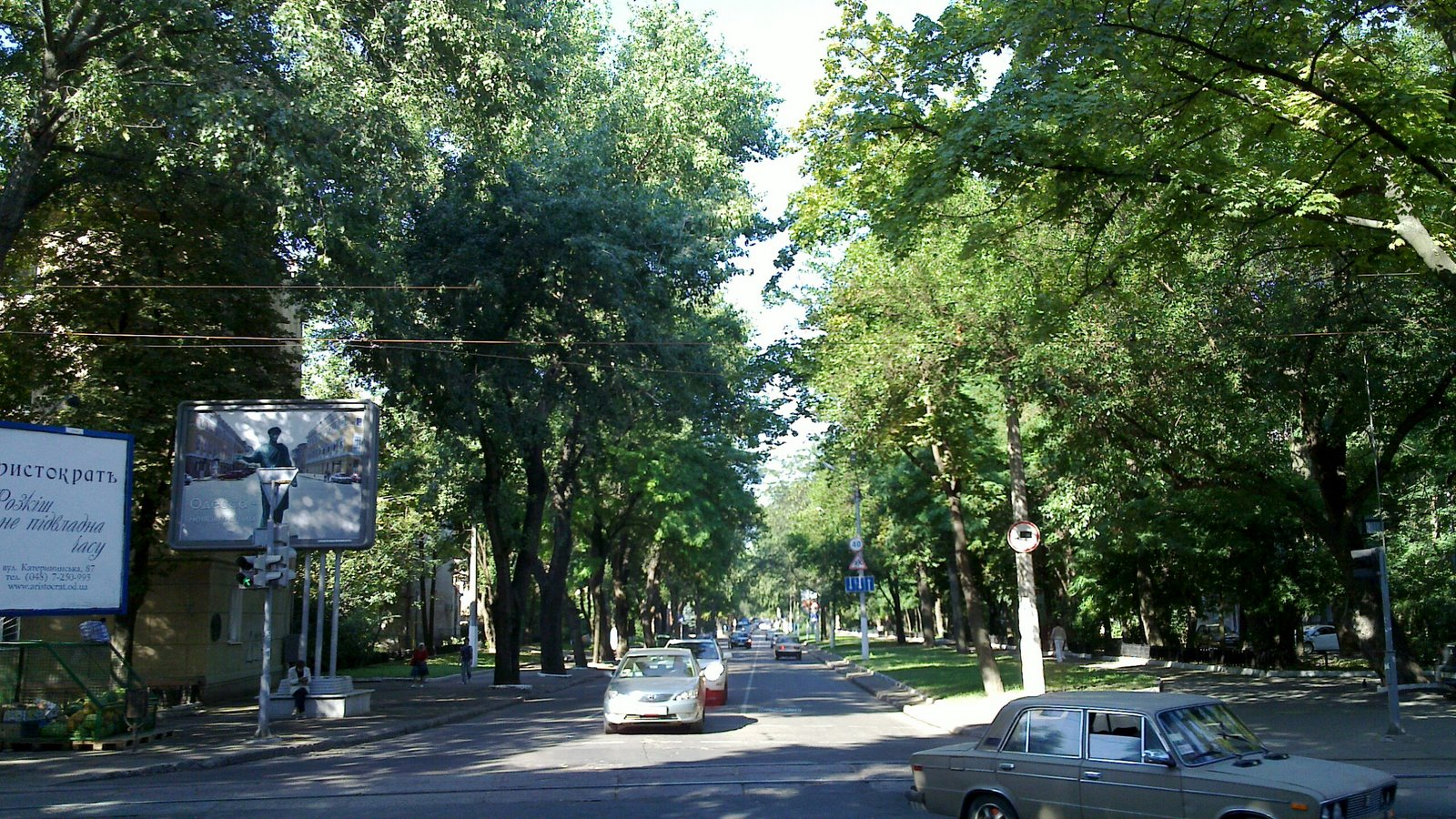
Початок проспекту, на перетині із Французьким бульв.
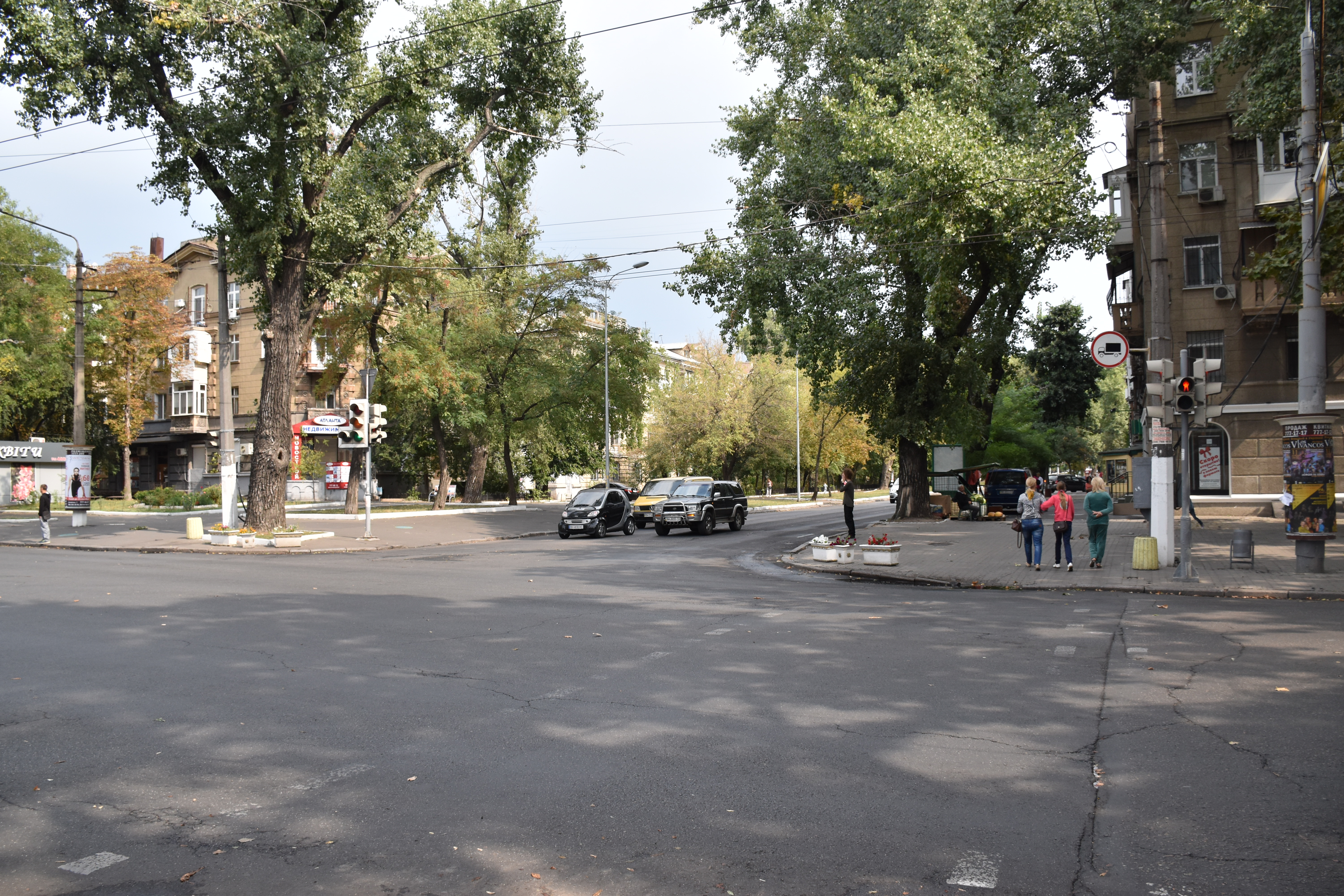
На перетині із просп. Шевченка
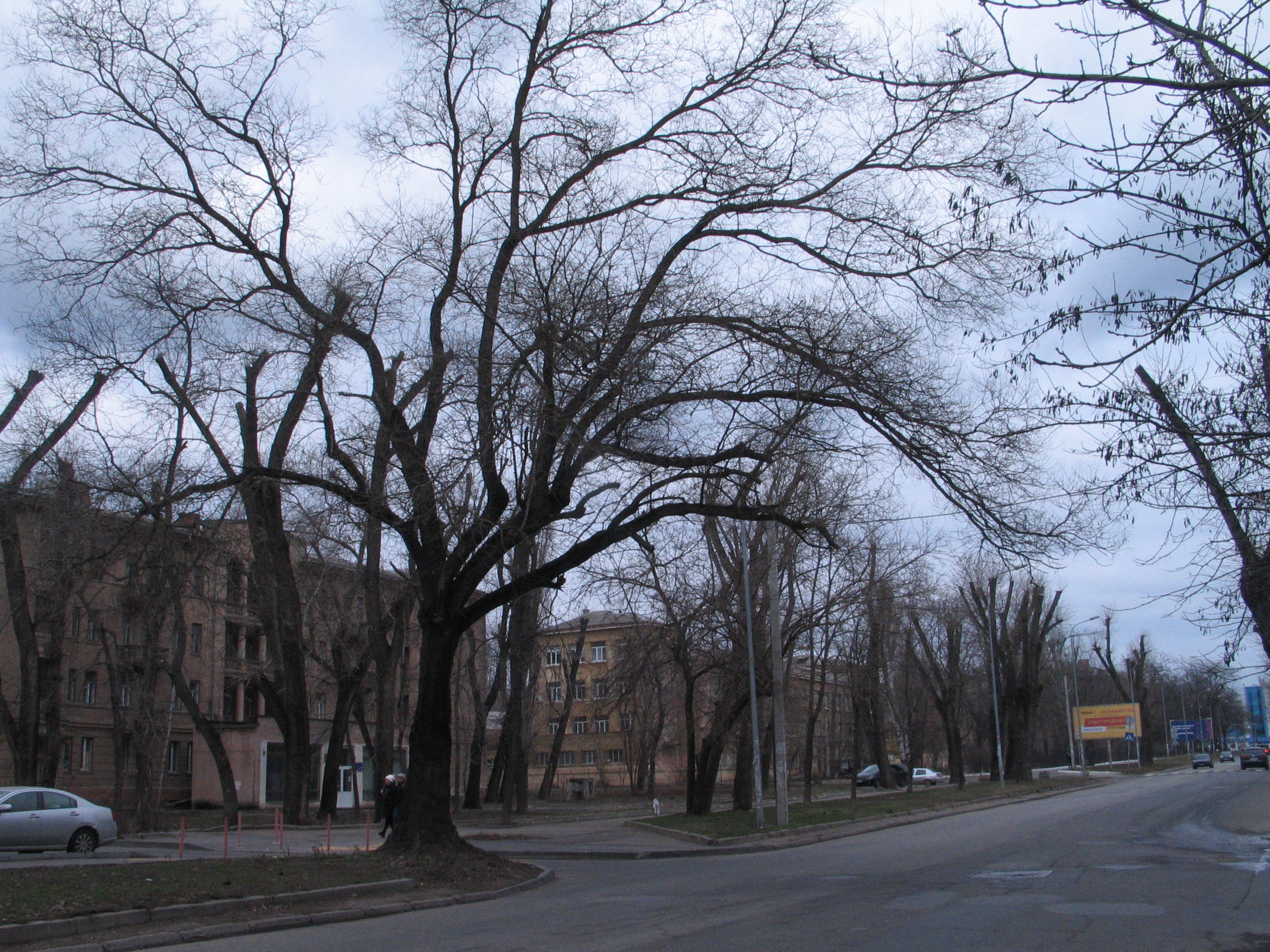
Вигляд з боку проспекту Шевченка
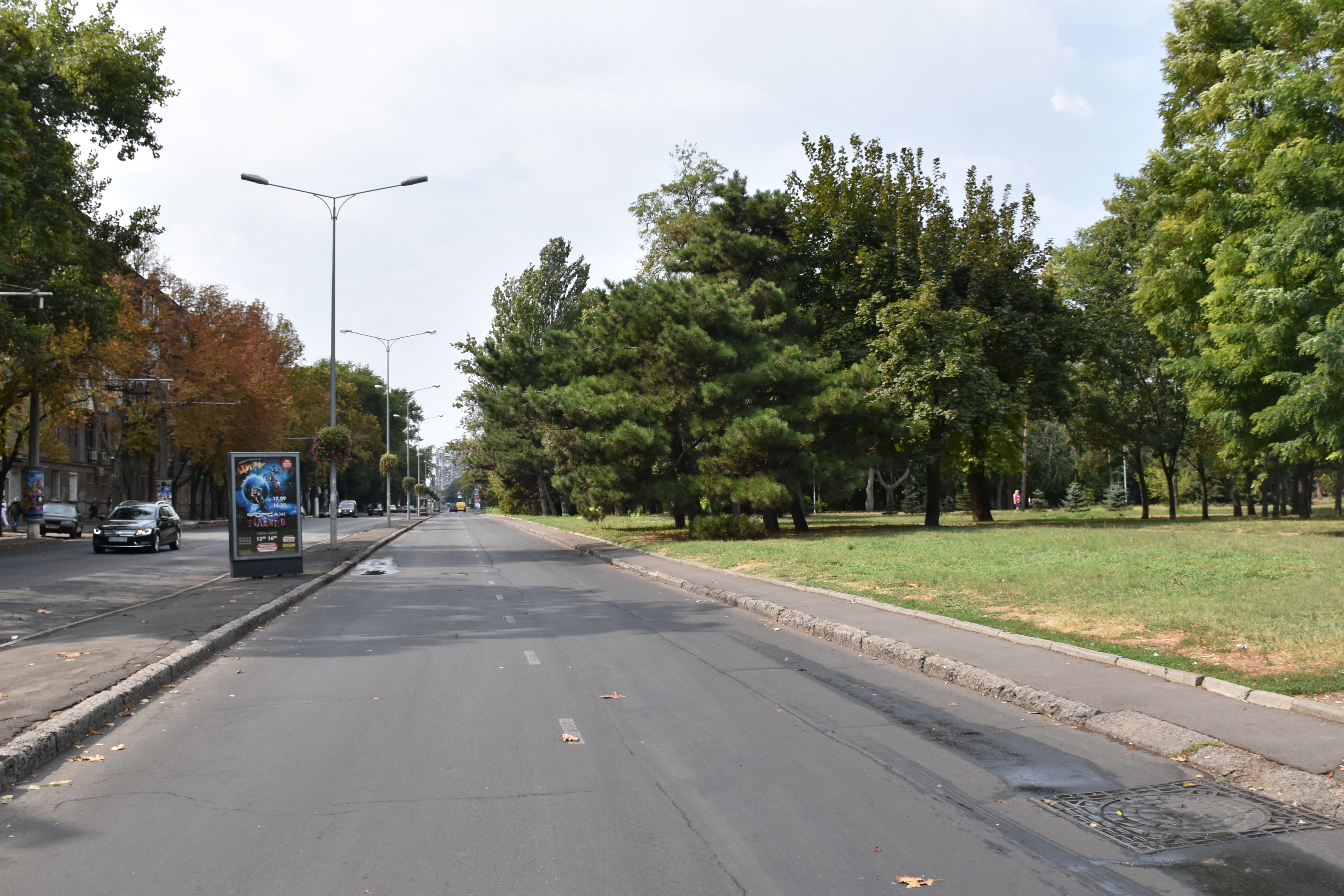
Дорога вздовж парку Обласної ради
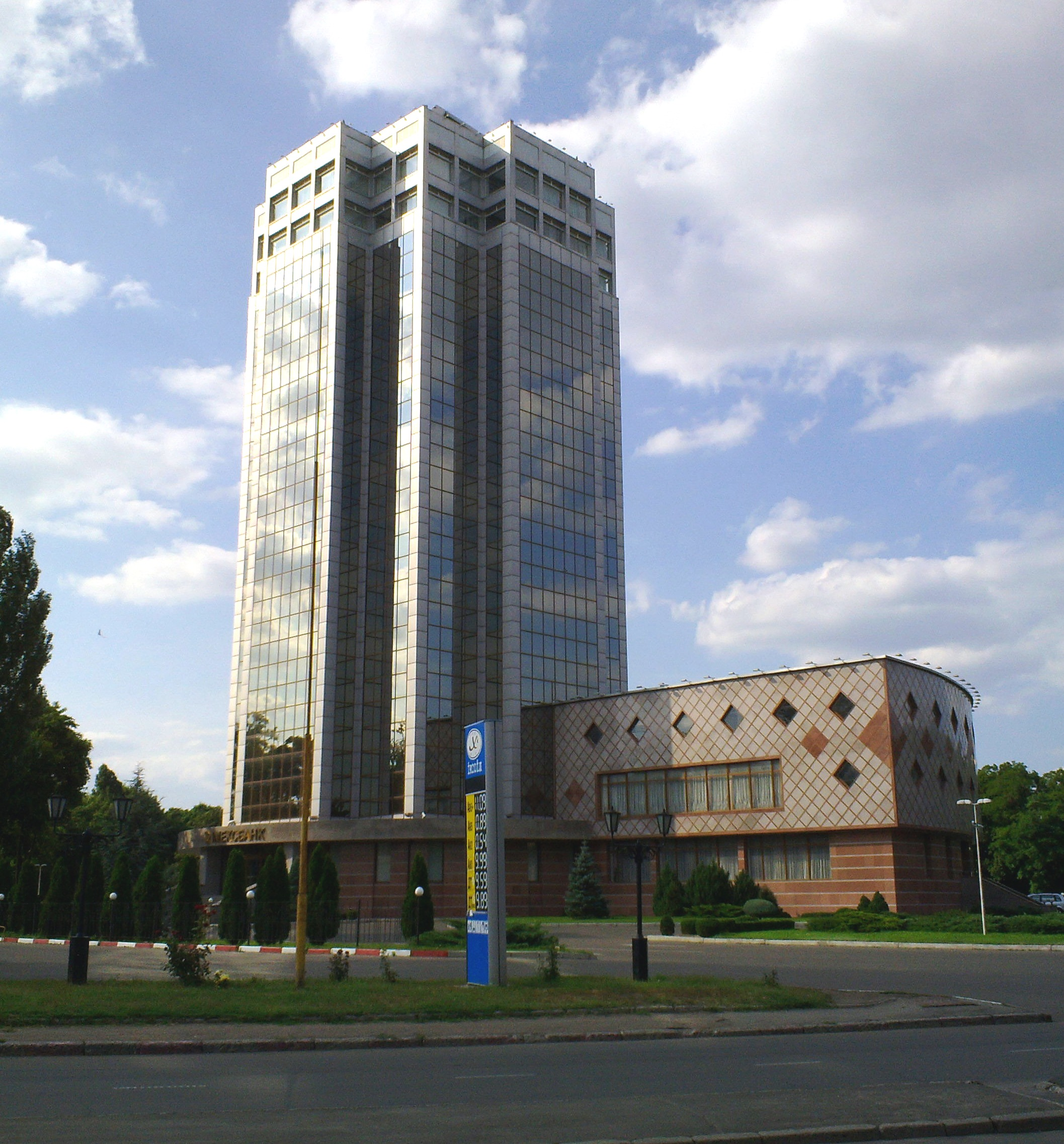
Вежа Клімова
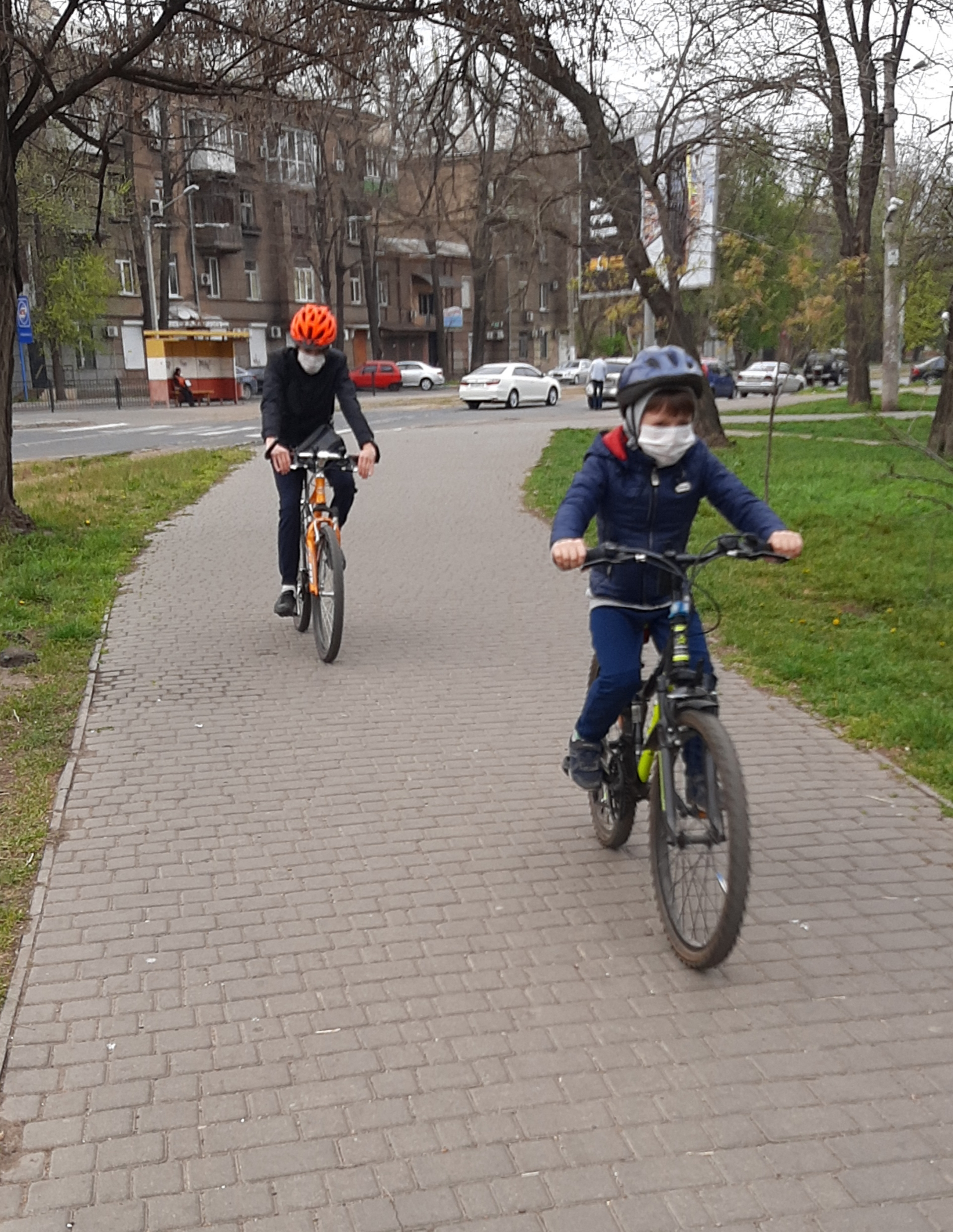
Тротуар переходить в алею парку Космонавтів
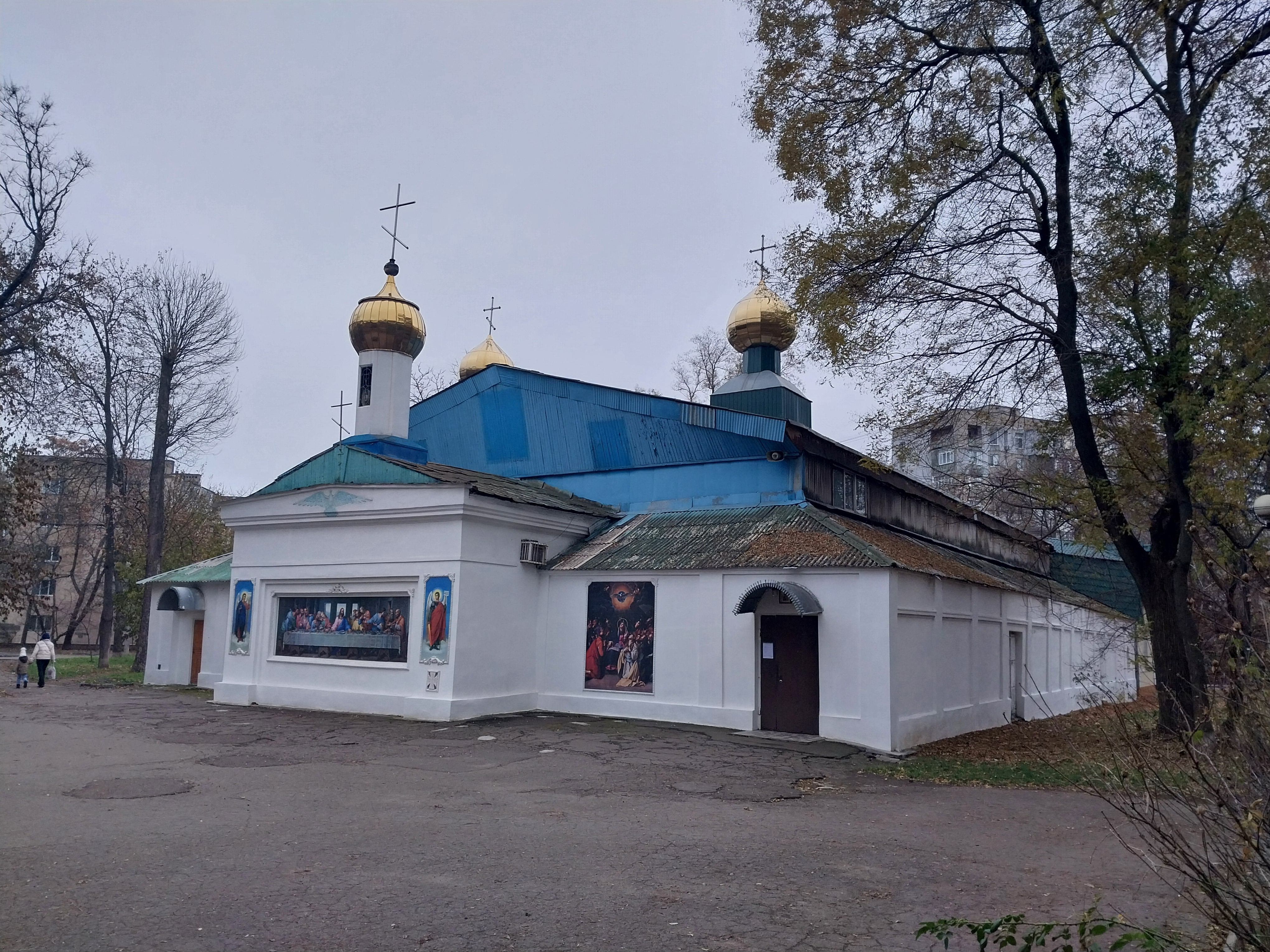
Свято-Троїцька церква в парку Космонавтів